# Gonostygia cordax
Gonostygia cordax là một loài bướm đêm trong họ Noctuidae.